# Катьюри
Катьюри (дев. कत्यूरी) — средневековая династия, правившая территорией современного индийского штата Уттаракханд. Высказывается мнение, что Катьюри были потомками правителя Шаливаханы из Айодхьи. Однако, большинство историков считают, что Катьюри были потомками царей династий Кунинда и Кхаса, правивших регионом Кумаон в период с VI по XI века. Катьюри называли своё государство Курманчал — «землёй Курмы», одной из аватар Вишну. В период своего наивысшего могущества, государство Катьюри простиралось от Непала на востоке до Кабула в Афганистане на западе. В  XI веке государство распалось на несколько туземных княжеств и на смену династии Катьюри пришли правители Чанда. Одной из ветвей Катьюри была династия Раджбар, которая правила регионом с 1279 вплоть до 1816 года, когда регион стал частью Британской Индии.
Катьюри покровительствовали искусству, свидетельством чему являются сотни каменных храмов в округах Алмора и Багешвар, наиболее важные из которых расположены в городах Байджнатх, Джагешвар и Катармала, что в 15 км от города Алморы.